# Hal (漫画家)
hal（はる、1986年1月22日 - ）は日本の女性漫画家。主に成人向け作品を執筆する。

## 概要
ファイナルファンタジータクティクスや東方Projectの二次創作等を経て、2012年『女子の種』（COMIC真激2012年7月号）で商業誌デビュー。
所謂鬼畜系作家である。暴力、妊娠、精神崩壊等を含む過激且つアブノーマルな描写を好み、登場人物が死ぬ作品も多い。このため編集側から没や表現の修正を迫られることも珍しくない（『Fondness Doll』では一部表現で編集長を怒らせた旨が単行本カバー裏にて暴露された他、続編の掲載が不可能と判断され同人誌での出版が決定している）。2013年以降はコミックマショウ（三和出版）でも活動しており、こちらでは猟奇的な描写は陰を潜め、後に名義も「ハル」と改めている。
既婚。2014年9月に男児を出産している。自身の妊娠出産の体験を漫画に活かすか問われた際「はい」と即答した。

## 単行本リスト
いずれもクロエ出版『真激COMICS』。成年向け。
- 『壊楽園-豚以下な私-』 / 2014年5月2日
- 『卍姦獄～産まれてきてごめんなさい～』 / 2015年12月4日
- 『∞艶嬢‐イカれイかされ逝き逝かれ-』 / 2017年12月1日

「ハル」名義
- 『ほ～り～びっち！』/ 2016年12月26日